# Městská občina Ptuj
Městská občina Ptuj (slovinsky Mestna občina Ptuj) je jednou z 11 městských občin ve Slovinsku. Nachází se v Podrávském regionu na území historického Dolního Štýrska. Občinu tvoří 10 sídel, její rozloha je 66,7 km² a k 1. lednu 2017 zde žilo 23 117 obyvatel. Správním střediskem občiny je město Ptuj.

## Členění občiny
- Grajena
- Grajenščak
- Kicar
- Krčevina pri Vurbergu
- Mestni Vrh
- Pacinje
- Podvinci
- Ptuj
- Spodnji Velovlek
- Spuhlja